# Gerstmann–Sträussler–Scheinker-szindróma
A Gerstmann–Sträussler–Scheinker-szindróma, röviden GSS-szindróma öröklődő, lassan kialakuló, autoszomális, neurodegeneratív rendellenesség. Az öt leggyakrabban előforduló, humán prionbetegség egyike.
A kórt először egy ausztriai nagycsalád tagjai közt fedezték fel és írták le, akiknek a betegség által érintett tagjaiban progresszív kisagyi ataxia, a kognitív funkciók folyamatos elvesztése volt megfigyelhető. Az esetet követő években számos tanulmány számolt be hasonló jelenségekről, ugyanilyen szimptómákkal, amelyeknek a TSE-hez (transmissible spongiform enchephalophaty) hasonlatos kórtani megjelenése volt. Bár a demenciának cerebelláris ataxiával és paraparesissel együtt való előfordulása nem tipikusnak mondott, minden GSS beteg esetében felfedezhető volt a szétterjedt amiloid plakkok jelenléte az agyszövetben.

## Örökléstani vizsgálatai
Noha a GSS öröklődő marker, rágcsálókban végzett genetikai vizsgálatok azt mutatták, hogy a véletlen GSS-mutációk (a PRNP génben prolin cseréje leucinra; P102L) csupán 40%-ban öröklődnek át. Eltekintve egy esettől, az volt megállapítható, hogy a kevéssé gyakori GSS-mutációk nem érintik az utódnemzedéket.  Az átöröklés valószínűsége gyakran összefügg a már jelenlévő szivacsos agysorvadással, illetve az agyi PrPres prionok egyes izoformáinak előfordulásával. A GSS transzgenikus formái rágcsálóknál, amelyek a P102L mutáció túlexpresszált formáit tartalmazzák spontán mutatnak számos olyan szimptómát, amelyet az embernél előforduló GSS esetén leírtak. A prionok patogenezisével kapcsolatos vizsgálatok közül érdekesnek bizonyult az a kísérlet, amelyben egereknél szivacsos agysorvadáshoz hasonló tüneteket és intenzív amiloid lerakódást tudtak indukálni szintetikus peptidfragmentek beültetésével (a Prp béta-lemez koncentráció változása befolyásolja a génműködést). A beoltott egerek jelentősen korábban (fél év) jeleztek degeneratív elfajulást az idegrendszeri működésben, a kontroll csoporthoz képest.

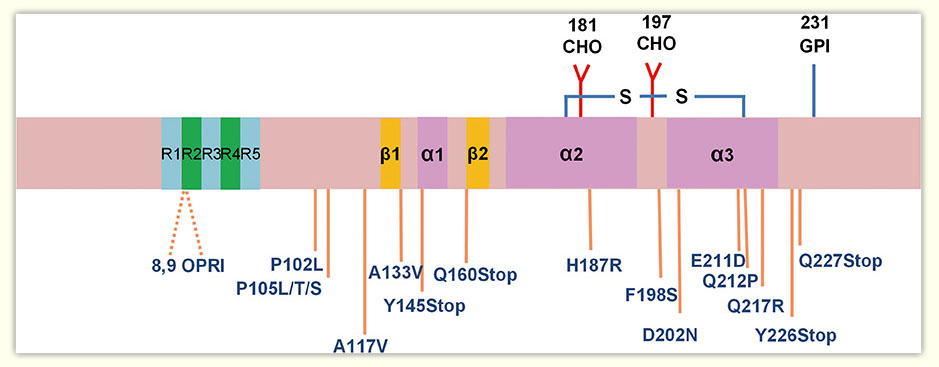
PRNP mutációk, amelyek kiválthatják a GSS kórt

### Genetikai alapjai
A PRNP P102L mutációjának (20. kromoszóma) a GSS-el kapcsolatos szignifikáns összefüggését tehát számos tanulmány megerősíti. A genetikai diverzitás az inter-familiáris fenotípusos variabilitást csak részben magyarázza. Mindamellett a származási vonalon belül megjelenő fenotípusok heterogenitása szintén figyelemreméltó. Ezen az értendő, hogy a GSS és a Creutzfeld-Jakob kór szinte egymás mellett jelennek meg egy-egy családon belül is.  A misszensz mutációk mindegyike rendszerint metionin vagy valin aminosavakhoz köthető. A P102L mutációkkal terhelt változatok a kevés kivételtől eltekintve szinte mindig ún. ataxiás GSS-t idéznek elő. 

## Klinikai jellemzői
Azokban a családokban, amelyek GSS-szindrómával érintettek, a tünetek megjelenése tipikusan az 50 és 60 év közötti időszakra tehető. Ennek ellenére néhány alkalommal egész fiatalon – akár 25 éves korban – is kialakulhatnak tünetek, és a betegség periódusa néhány hónaptól egészen 10–13 évig is tarthat. A mutáció megjelenéséig a szindróma kezdeti szakaszában a tüneti formák igen eltérőek lehetnek és nem tipikusak. Ezután azonban betegség lassú, de folyamatosan erősödő progressziót mutat, mely a viselkedésbeli zavarok és a kognitív diszfunkciók számos kombinációját tárja a diagnosztikus feltáró vizsgálat elé.  A kisagyi működési zavarok tipikus tünetei közé tartoznak:
- testtartási és járási nehézségek
- végtagi ataxia koordinációs zavarokkal
- remegés, szemvibrálás
- hangképzési zavarok

A fent felsorolt jelenségek később nyelési nehézségekkel társulnak, mely utóbbi valószínűleg a tractus corticonuclearis idegpálya zavarára is visszavezethető. A tractus corticospinalis degenerációja szintén kimutatható számos páciensnél, nagyban ez járul hozzá a végtag gyengeséghez és a pozitív Babinski-reflexhez. Néhány kivételtől eltekintve a motoros rendszer általában szimmetrikus. A memóriaromlás feltehetőleg az első jele a kognitív funkciók romlásának, melyre a vizsgálatok folyamán elég hamar fény derül. Az idő előrehaladtával ez tanulási nehézségekbe, figyelemhiányos zavarokban kumulálódik, ugyanakkor demencia ennek ellenére nem várható. Az intellektuális képességek leépülésével igen gyakran agresszivitás, érzelmi labilitás vagy apátia kialakulása is együtt jár. A betegség előrehaladott stádiumában a teljes ágyhoz kötöttség jellemző.
| Betegség fajtája                                                                                        | Mutációk                                                     | Európa          | Európa                   | Európa               | Ázsia                  | Ázsia           |                                                          |
| Betegség fajtája                                                                                        | Mutációk                                                     | Olaszország     | Franciaország            | Németország          | Japán                  | Korea           | P érték*                                                 |
| --- | ------------------------------------------------------------ | --------------- | ------------------------ | -------------------- | ---------------------- | --------------- | -------------------------------------------------------- |
| Creutzfeldt-Jakob kór                                                                                   | inszerció 171 178 - 129V 180 188 196 200 203 208 210 211 231 | 3 0 35 1 50 1 0 | 5 1 8 1 0 1 46 3 0 6 2 0 | 0 0 2 3 15 0 1 9 1 0 | 3 0 1 89 0 37 2 1 0 33 | 0 0 5 0 3 2 0 2 | n.j. n.j. < 0,001 n.j. < 0,001 n.j. < 0,001 n.j. < 0,001 |
| GSS szindróma                                                                                           | 102 105 117                                                  | 8 0             | 3 0 2                    | 3 0 5                | 39 5 0                 | 2 0             | < 0,001 0,018 0,019                                      |
| FFI (fatal familial insomnia)                                                                           | 178 - 129M                                                   | 10              | 6                        | 17                   | 3                      | 1               | < 0,001                                                  |
| * PRNP mutációk gyakoriságának különbsége Európa és Kelet-Ázsia közt (Fisher-teszt; n.j.: nem jelentős) |                                                              |                 |                          |                      |                        |                 |                                                          |

## A GSS kevésbé tipikus formái
Az aminosavcserét érintő mutációk által okozott GSS altípusok néhány esetleírása igen érdekesnek bizonyult. A tanulmányból kiderült, hogy például a fenil-alanin–szerin (F198S) csere Parkinson-kór jellegű tünetek kifejlődéséhez vezetett, mely esetnél ugyancsak felfedezhető volt az Alzheimer-kórra jellemző neurofibrilláris kötegek (NFT) neocortexben való jelenléte. Egy másik hasonló esetben egy késői életszakaszban manifesztálódó GSS szindrómában a genetikai vizsgálatok glutamin–arginin aminosavcserét mutattak ki. Az is nyilvánvalóvá vált, hogy a Parkinson-kór szerű tünetek a substantia nigra degenerációjával nagyban korrelálnak. Az alanin–valin (A117V) és aszparaginsav–aszparagin (D202N) mutációk a GSS variánsok azon típusát idézik elő, amely komolyabb progresszív demenciát okoz. Neuropatológiai szempontból a legjellegzetesebb tünetek tulajdonképpen a telenchephalonra korlátozódnak, szórványosan előforduló NFT-vel.  Az EEG-vizsgálat GSS esetében jórészt csak a nem-specifikus frekvenciákat képes detektálni, s még a betegség előrehaladott stádiumában is úgymond normális EEG képet ad. A képalkotó eljárásokkal (CT, MRI) készült idegrendszeri felvételek rendszerint normál vagy nem-specifikus – az agyféltekéket vagy a kisagyi területeket érintő – athrophiát mutattak ki.

## Neuropatológiai vonatkozások
A spongiform elváltozások, Gerstmann és mts-ai által közreadott vizsgálatban általános jellegzetességnek bizonyult, habár a jelenlétének mértéke nagyban különbözik a különféle pedigrékben és a betegség időtartama nem korrelál tisztán ezzel a jelenséggel. A neuropathológiai elváltozások számos variációi a PrPres (proteáz rezisztens prion fehérje) izoformák megjelenésével hozhatók összefüggésbe, amelyek a tulajdonképpeni mutáció kiváltó okai. Habár a proteáz rezisztens PrP előfordulása minden GSS betegben aktív, amit biokémiai vizsgálatok is megerősítenek, a topografikus eloszlása különböző izoformáknak széles variációs lehetőséget mutat. A PrPres fragment méretek nagyságrendi szórása 7 kDa-tól 30 kDa-ig változik. A nagyobb molekulatömegű PrPres fragmentek túlsúlya egyértelműen kapcsolatba hozható a szivacsos agysorvadás tipikus formáival, különösen a P102L mutációt mutató betegekben. 

### Amiloid plakkok tulajdonságai
Mindegyikük egy ún. központi tömör magból áll, amelyet elvétve kisebb szatellit globulusok öveznek - ez utóbbi immunkémiai értelemben, antitestek által kapcsolt a PrP-hez. Amiloid plakkok kivonása és kémiai analízise megerősítette, hogy nagyrészt a mutáns allél által képzett PrP peptidekből állnak. A plakkok általában kiterjedt formában találhatók főként a cortexben, a kisagyban, a törzsdúcokban, az agyi magvakban és a subcorticalis fehérállományban egyaránt. Elektronmikroszkóposstruktúrájuk 8 - 10 nm átmérőjű körkörös elrendezésben lévő filamentcsomókat mutat mindenféle behatárolható periodicitás nélkül. Gyakran egymásba szövődő astrocyta-szálakat találunk a mag körüli régióban. 

### Magyar nyelvű irodalom
- Erdei. Immunológia (spanyol nyelven). Medicina (2012). ISBN 978-963-226-370-0

### Angol nyelvű irodalom
- Jeong, Byung-Hoon (2014). „Genetic Studies in Human Prion Diseases”. Journal of Korean Medical Science 29 (5), 623. o, Kiadó: Korean Academy of Medical Sciences (KAMJE). DOI:10.3346/jkms.2014.29.5.623. ISSN 1011-8934.
- Witold K Surewicz, Pawel P Liberski (2013). „Molecular Genetics of Gerstmann-Straussler-Scheinker Disease and Creutzfeld-Jakob Disease”. Hereditary Genetics 02 (02), Kiadó: OMICS Publishing Group. DOI:10.4172/2161-1041.1000117. ISSN 2161-1041.
- Collins, S. (2001). „Gerstmann–Sträussler–Scheinker syndrome,fatal familial insomnia, and kuru: a review ofthese less common human transmissiblespongiform encephalopathies”. Journal of Clinical Neuroscience 8 (5), 387–397. o, Kiadó: Elsevier BV. DOI:10.1054/jocn.2001.0919. ISSN 0967-5868.
- Tranchant, C (1992. március 1.). „Gerstmann-Straussler-Scheinker disease in an Alsatian family: clinical and genetic studies.”. Journal of Neurology, Neurosurgery & Psychiatry 55 (3), 185–187. o, Kiadó: BMJ. DOI:10.1136/jnnp.55.3.185. ISSN 0022-3050.